# Нова Весь (Любартівський повіт)
Нова Весь (пол. Nowa Wieś) — село в Польщі, у гміні Серники Любартівського повіту Люблінського воєводства.
Населення — 333 особи (2011).
У 1975-1998 роках село належало до Люблінського воєводства.

## Демографія
Демографічна структура станом на 31 березня 2011 року:
|          | Загалом | Допрацездатний вік | Працездатний вік | Постпрацездатний вік |
| -------- | ------- | ------------------ | ---------------- | -------------------- |
| Чоловіки | 170     | 40                 | 113              | 17                   |
| Жінки    | 163     | 34                 | 96               | 33                   |
| Разом    | 333     | 74                 | 209              | 50                   |